# Ray Stricklyn
Lewis Raymond Stricklyn, lepiej znany jako Ray Stricklyn (ur. 8 października 1928 w Houston, zm. 14 maja 2002 w Los Angeles) – amerykański aktor filmowy i telewizyjny. Za rolę Jeb Lucasa Tylera w filmie The Plunderers został nominowany do nagrody Złotego Globu.

## Filmografia

### Seriale TV
- 1955: The Millionaire jako Pat Lawrie
- 1959: Bronco jako Billy Kid
- 1960: Perry Mason jako Gerald Norton
- 1960: Bonanza jako Billy Wheeler
- 1963: Perry Mason jako Reed Brent
- 1966: Combat! jako szeregowy Earl Konieg
- 1966: Bonanza jako Cliff
- 1982: Zdrówko jako Ed
- 1985–1986: Dynastia Colbych jako dr Jimmy Lee Parris
- 1986: Północ-Południe jako pułkownik Wade Hampton
- 1987: Dynastia jako dr Parris
- 1988−1989: Cwaniak (Wiseguy) jako senator Pickering
- 1991–1992: Dni naszego życia (Days of Our Lives) jako Howard Alston Hawkins
- 1993: Harry i Hendersonowie jako Peter Maxwell / dr Gronsky
- 1996: Kroniki Seinfelda jako Clarence
- 1998: Pomoc domowa jako Wendell Kent

### Filmy fabularne
- 1952: The Proud and Profane jako ofiara
- 1956: Ostatni wóz jako Clint
- 1956: Między linami ringu jako Bryson
- 1958: Człowiek, którego już nie ma (Ten North Frederick) jako Joby Chapin
- 1959: The Big Fisherman jako Deran
- 1960: The Plunderers jako Jeb Lucas Tyler
- 1967: Track of Thunder jako Gary Regal
- 1992: Sekrety (Secrets, TV) jako Bernie Majors